# Drosophila tychaea
Drosophila tychaea är en tvåvingeart som beskrevs av Léonidas Tsacas 1981. Drosophila tychaea ingår i släktet Drosophila och familjen daggflugor.
Artens utbredningsområde är Kamerun.